# Dimetil-szulfon
A dimetil-szulfon vagy metilszulfonilmetán (rövidítve MSM) egy szerves vegyület (képlete (CH3)2SO2). A szulfonil funkciós csoport miatt színtelen szilárd anyag, amely kémiailag semlegesnek tekinthető. A természetben csak néhány kezdetleges növényben fordul elő, megtalálható több ételben és italban is, ezenkívül táplálékkiegészítőként is forgalmazzák, bár jótékony hatásai vitatottak.